# Effie Germon

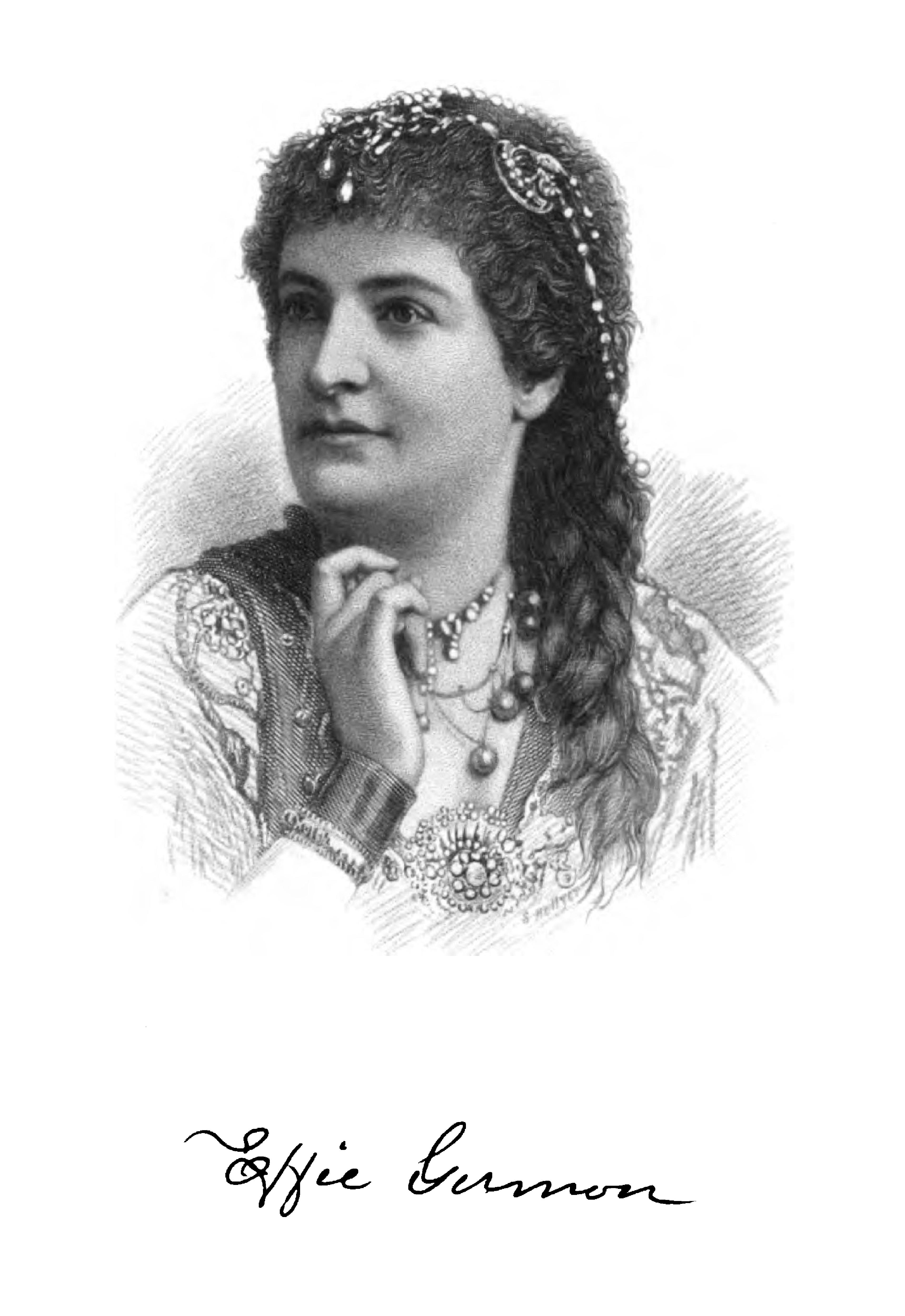
Effie Germon (1899)

Effie Germon, eigentlich Mary Euphemia Germon (* 13. Juni 1845 in Augusta, Georgia; † 6. März 1914 in Staten Island, New York) war eine US-amerikanische Schauspielerin.

## Leben und Werk
Germon entstammte einer etablierten Familie von Schauspielern aus Baltimore (Maryland). Ihre Eltern waren die Schauspieler Greenbury Carr Germon (1813–1854) und Jane Anderson (1822–1909). Sie wuchs mit fünf Geschwister auf, die ebenfalls auf bzw. hinter der Bühne arbeiteten. 
Mit zwölf Jahren hatte Germon 1857 ihr Debüt am Holliday Street Theatre in Baltimore. Sie verkörperte „Sally Scraggs“ in der Farce Sketches in India.
Um 1862 heiratete Germon in Providence (Rhode Island) den Musiker Carlo Patti (1842–1873). Ihr Ehemann war der Bruder der Sängerinnen Adelina und Carlotta Patti. Während des Bürgerkriegs hatte Germon im Herbst/Winter 1863 am Chestnut Street Theatre in Philadelphia (Pennsylvania) ein kurzes Engagement. 
Im Herbst 1869 holte sie John Brougham nach New York, wo sie zur Eröffnung des Brougham Theatre auftrat und anschließend für mehrere Jahre dort und an anderen Theatern New Yorks auftrat. In dieser Zeit heiratete Germon in zweiter Ehe den Schauspieler und Sänger Nelse Seymour (1835–1875).
Am 6. März 1914 starb Effie Germon in Staaten Island (New York) und fand ihre letzte Ruhestätte drei Tage später auf dem Cemetery of the Evergreens in Brooklyn.